# 马汉姆皇家空军基地
馬咸皇家空軍基地（RAF Marham）是英国诺福克郡马汉姆村附近的一个皇家空军基地。它是第138远征空军部队（No. 138 Expeditionary Air Wing）驻地，因此也是英国皇家空军的“主要作战基地”（MOB）之一。F-35閃電II戰鬥機也部署于此。